# Garcinia cadelliana
Garcinia cadelliana är en tvåhjärtbladig växtart som beskrevs av George King. Garcinia cadelliana ingår i släktet Garcinia och familjen Clusiaceae. Inga underarter finns listade i Catalogue of Life.